# Het diner (roman)
Het diner is een roman uit 2009 van de Nederlandse auteur Herman Koch. Het diner gaat over vier ouders (twee broers en hun echtgenotes) wier loyaliteit jegens hun kinderen op de proef wordt gesteld wanneer blijkt dat die een misdaad op hun geweten hebben: in hoeverre mag je je kinderen blijven beschermen? In 2012 werd het verhaal als toneelstuk opgevoerd onder regie van Kees Prins, daarna is het vier keer verfilmd.

## Uitgaven en vertalingen
Het boek werd uitgegeven door uitgeverij Anthos en is tevens als dwarsligger verschenen. Uitgeverij Eenvoudig Communiceren bewerkte het boek tot een kortere en eenvoudiger versie.
Sam Garrett vertaalde Het diner naar het Engels. Deze uitgave werd in juli 2012 in Groot-Brittannië gepresenteerd en verscheen in de zomer van 2013 ook in de Verenigde Staten. Het boek werd vaker vertaald. Het boek verscheen in 33 talen en werd uitgegeven in 37 landen. Daarmee staat het boek in 2016 op nr. 3 van de ranglijst van de meest vertaalde Nederlandse romans, na De passievrucht (Karel Glastra van Loon), De aanslag (Harry Mulisch) en Het volgende verhaal (Cees Nooteboom) met in 31 talen.

## Inhoud

### Indeling en verhaallijn
Het boek heeft 46 hoofdstukken, ingedeeld in vijf verhaaldelen die genoemd zijn naar de gangen van het vijfgangendiner dat de hoofdpersonen gebruiken: 'Aperitief', 'Voorgerecht', 'Hoofdgerecht', 'Nagerecht' en 'Digestief', gevolgd door een epiloog met de titel 'Fooi'.
Het boek begint met inleidende gesprekken tijdens een diner van de vier ouders. De verteller is Paul Lohman, een voormalig leraar, die samen met zijn vrouw Claire dineert met zijn broer Serge – een populaire politicus – en diens vrouw Babette. Door flashbacks wordt duidelijk wat de vier ouders bezighoudt: de misdaad die hun minderjarige zoons hebben begaan. De ene vader is de gedoodverfde minister-president en wil een bekentenis forceren. De andere vader wil zijn zoon beschermen en de misdaad geheimhouden. Ook de beide moeders willen hun zonen vooral beschermen. Naast dit thema speelt ook de erfelijkheid van karaktereigenschappen een rol in het boek.
Er zijn nog andere thema's in het boek. De twee vaders zijn broers van elkaar. De ik-figuur laat duidelijk merken hoe hij over zijn oudere broer denkt, een mengsel van verwondering, minachting en rivaliteit. Terwijl hij eigenlijk een werkloze "loser" is en een onhandige vader, ziet hij zichzelf als superieur ten opzichte van de succesvolle politicus die zijn broer is. De schrijver geeft ook inzicht in wat volgens hem een gelukkig huwelijk en gelukkig gezin is.
Het hele boek door wordt de opgeblazen manier van doen in het dure restaurant op de hak genomen.

### Thematiek
De verhaallijn in de roman Het diner is gebaseerd op de moord op een dakloze vrouw in Barcelona. In december 2005 werd de zwerfster María del Rosario Endrinal Petit door drie jongens uit een gegoed milieu in het portaal van een bank mishandeld en daarna in brand gestoken. De mishandeling werd vastgelegd door de beveiligingscamera's van de bank en de schokkende beelden werden destijds op de Spaanse televisie vertoond. Deze opname staat nog steeds op YouTube. De drie jongens werden opgepakt en twee van hen werden in november 2008 veroordeeld tot 17 jaar gevangenisstraf. De derde was eerder al veroordeeld tot acht jaar.
Een ander thema zijn de ongekende toekomstige kwellingen van de prenatale diagnostiek. Paul heeft 10 jaar eerder vernomen dat met de huidige stand van zaken zijn eigen ouders waarschijnlijk voor een abortus hadden gekozen. Paul heeft een gewelddadig psychiatrisch genoom. Aan het eind van het verhaal blijkt dat zijn echtgenote Claire destijds wel tijdens haar zwangerschap van Michel een test heeft laten doen, maar hun zoon geboren heeft laten worden. Als Claire op het beslissende moment na het diner haar zwager Serge toetakelt, zodat hij de verkiezingen verliest, is Paul overtuigd van haar liefde voor hem en hun zoon. Paul had al eerder zijn broer Serge en de rector van de school van Michel zwaar mishandeld. Geweld kan ook zonder de genetische predispositie naar buiten treden.

## Receptie
Het boek werd over het algemeen zeer positief ontvangen. Koch won met Het diner in 2009 de NS Publieksprijs. In Europa werd het boek meer dan een miljoen keer verkocht. Janet Maslin schreef begin februari 2013 voor The New York Times echter een zeer negatieve recensie over The Dinner, de Engelse vertaling van Het diner. Ze noemde de personages "onverteerbaar" en de moraal weerzinwekkend. Daarbij haalde ze een passage aan waarin een van de ouders zegt dat de zwerver ook niet automatisch de onschuld zelve is en dat ze hun kinderen geen schuldcomplex moeten aanpraten. Een paar weken na deze recensie kwam het boek binnen op de negende plaats van de bestsellerlijst in The New York Times Book Review.

## Verfilmingen
Het boek is vier keer verfilmd:
2013 - Het Diner (film) onder regie van Menno Meyjes met o.a. Thekla Reuten, Daan Schuurmans, Kim van Kooten en Jacob Derwig.
2014 - Italiaanse versie I nostri ragazzi van de regisseur Ivano De Matteo met o.a. Giovanna Mezzogiorno en Luigi Lo Cascio.
2017 - Amerikaanse versie The Dinner van de regisseur Oren Moverman met o.a. Richard Gere en Steve Coogan, Laura Linney, Rebecca Hall, en Chloë Sevigny.
2023 - Zuid-Koreaanse versie A Normal Family.